# سمية فرحات ناصر
سمية فرحات ناصر (من مواليد 11 يونيو 1948 في بير زيت) هي ناشطة سلام مسيحية ذات أصل فلسطيني في الضفة الغربية.
تعمل أستاذة جامعية في علم النبات وعلم البيئة في فلسطين. وشغلت منصب رئيسة مركز القدس للمرأة الفلسطينية الذي يتعاون مع منظمة إسرائيلية من أجل السلام. أصدرت ثلاث روايات منها: الزعتر والحجارة. قصة حياة الفلسطينيين 1995. حصلت على العديد من الجوائز الأدبية.

## روابط خارجية
- سمية فرحات ناصر على موقع مونزينجر (الألمانية)